# Aleksandr Mikhailovitj Nikolskij
Aleksandr Mikhailovitj Nikolskij (russisk: Александр Михайлович Никольский, tr. Aleksandr Mikhajlovitj Nikolskij; født 18. februar 1858 i Astrakhan, Det Russiske Kejserrige, død 8. december 1942 i Kharkiv, Sovjetunionen), var en russisk zoolog.

## Biografi
Nikolskij var søn af en militær kirurg, han studerede naturhistorie ved Sankt Petersborgs Statsuniversitet fra 1877 til 1881. Han fik sin doktorgrad i 1887 og blev en assisterende professor ved universitetet. Fra 1881-1891 deltog han i talrige ekspeditioner til Sibirien, Kaukasus, Persien, Japan med mere. I 1887 blev han lektor i St. Petersborg, og senere (1895) bliver han direktør for herpetologi afdeling på Zoologisk museum i St. Petersborg (engelsk: Zoologgical Institute of Russian academy of sciences)
I 1919 blev han valgt til medlem af Videnskabernes Akademi i Ukraine.
Blandt hans værker skal nævnes: Herpetologia caucasica (1913), og de mængder, af krybdyr (1915 og 1916) og padder (1918) der var en del af serien "Fauna Rusland og nabolande."